# Reyhanath Toure Mamadou
Reyhanath Toure Mamadou est une entrepreneuse, coordinatrice de projet, coach et activiste togolaise qui s'est fait connaître en tant que militante des droits des femmes à travers sa WebTV Reyha TV,,.
Elle est ex responsable programme et de subvention au fonds féministe d’Afrique Xoese et actuelle directrice exécutif de l'association Tchowoure,

## Carrière
Elle démarre en tant que conseillère dans le but de valoriser la gent féminine. Dans ce cadre, Reyhanath lance le programme Train des championnes constitué de trois activités : les formations, la soirée dénommée comme si et le coaching personnalisé. C'est aussi une formation de coaching annuel dédié aux femmes suivi des séances de coaching personnalisés, coacher les jeunes filles et femmes et défendre leurs droits pour une transformation positive de leur personnalité sous l'appui du Centre de documentation et de formation sur les droits de l’Homme (CDFDH). Elle vient également en aide aux filles victimes de violences basées sur le genre.

## Conférences
- 2008: Conférence internationale de la diplomatie des jeunes (iYDC) à Accra (Ghana) par Ifedglobal[9].

## Distinctions
- 2017 : Lauréate dans la catégorie « jeune femme leader » à la 3e édition du Sommet National du Leadership Féminin (SNLF) par le projet Fashion Ecos[10] organisé par Adamas Koudou[11].